# پلک علیا
پلک علیا ، روستایی از توابع بخش مرکزی شهرستان آمل
پلک علیا زیبا و سرسبز خوش اب هوا است و ۳ سوپر مارکت ۱ نانوایی دارد جمعیت این منطقه طبق امار سال ۹۵. ۶۳۲ نفر جمعیت دارد و بهترین کوچه پردیس ۹ است 
امیر حسین محمدی .سید علی حسینی مهر .سپهر . امیررضا و جواد

## جمعیت
این روستا در دهستان دشت‌سر سفلی قرار داشته و براساس آخرین سرشماری مرکز آمار ایران که در سال ۱۳۸۵ صورت گرفته، جمعیت آن ۳۶۱ نفر (۸۹ خانوار) بوده‌است. در سال ۱۳۹۲به ۱۲۰ خانوار رسیده‌است.